# Паскалевець
Паска́левець (болг. Паскалевец) — село у Великотирновській області Болгарії. Входить до складу общини Павликени.

## Населення
За даними перепису населення 2011 року у селі проживала 241 особа.
Національний склад населення села:
| Національність   | Кількість осіб | Відсоток |
| ---------------- | -------------- | -------- |
| болгари          | 233            | 97,5%    |
| цигани           | 6              | 2,5%     |
| турки            | 0              | 0%       |
| інша             | 0              | 0%       |
| не визначились   | 0              | 0%       |
| Всього відповіли | 239            |          |

Розподіл населення за віком у 2011 році:
Динаміка населення: